# Lago de Tütten
O Lago de Tütten é um lago da região da Baviera, no sudeste da Alemanha, com diâmetro de 600 metros e profundidade de 17 metros.